# Alagatta, Hosadurga
Alagatta là một làng thuộc tehsil Hosadurga, huyện Chitradurga, bang Karnataka, Ấn Độ.